# Poniatówka (województwo lubelskie)
Poniatówka – wieś w Polsce położona w województwie lubelskim, w powiecie chełmskim, w gminie Leśniowice.
W latach 1975–1998 miejscowość administracyjnie należała do województwa chełmskiego.
Wieś jest sołectwem w gminie Leśniowice. Według Narodowego Spisu Powszechnego z roku 2011 wieś liczyła 138 mieszkańców i była trzynastą co do liczby ludności miejscowością gminy.
Wierni Kościoła rzymskokatolickiego należą do parafii św. Barbary w Turowcu.

## Części wsi
| SIMC    | Nazwa        | Rodzaj    |
| ------- | ------------ | --------- |
| 1025730 | Gajda        | część wsi |
| 1025746 | Kraków       | część wsi |
| 0105029 | Krasna Górka | część wsi |
| 1026119 | Ośrodek      | część wsi |
| 1026154 | Podlesie     | część wsi |
| 1026250 | Żydówka      | część wsi |

## Historia
Nazwę Poniatówka (ale używano także nazwy Kolonia Wygnańce) dla tej wsi nadano w latach 30. XX w. podczas parcelacji dóbr ziemskich Wygnańce. Parcelowana część dóbr łącznie z ośrodkiem dworsko-folwarcznym w Wygnańcach nazwano Poniatówką, pozostała część zachowała starą nazwę wsi – Wygnańce. W roku 1921 pojawia się także nazwa Politówka. Od roku 1970 Poniatówka.
W 1934 r. odkryto grób skrzyniowy z okresu schyłkowego neolitu, (ok. 2500–1800 lat p.n.e.).
Według wykazu z 20 października 1938 r. we wsi mieszkały 422 osoby.